# フェデリーコ1世 (ナポリ王)
フェデリーコ1世（Federico I）またはフェデリーコ4世（Federico IV, 1452年4月19日 - 1504年11月9日）は、ナポリ国王（在位：1496年 - 1501年）。フェルディナンド1世の次男でアルフォンソ2世の同母弟、フェルディナンド2世の叔父である。

## 生涯
1496年に早世した甥フェルディナンド2世に子がなかったため、ナポリ王位を継承した。しかしフランス国王ルイ12世とアラゴン国王フェルナンド2世（フェルディナンド1世の従兄弟）が結託して、1501年にフェデリーコを廃位した。ナポリは一時、ルイ12世の支配下に入ったが、1504年にフェルナンド2世が奪取した。
フェデリーコはトゥールで1504年に死去した。

## 家族
フェデリーコ1世は2度結婚している。最初の妻はサヴォイア公アメデーオ9世の娘アンナ（1455年 - 1480年）で、1478年に結婚したが、2年後に死別した。2人の間には1女がいる。
- カルロッタ（1479/1480年 - 1506年） - ラヴァル伯ギー16世と結婚、娘アンヌ・ド・ラヴァルはナポリ王位を請求、トゥアール子爵フランソワ2世・ド・ラ・トレモイユと結婚した。

2番目の妻はイザベッラ・デル・バルツォ（? - 1533年）で、1486年に結婚した。2人の間には3男2女がいる。
- フェルディナンド（1488年 - 1550年）　カラブリア公、バレンシア副王。フェルナンド2世の後妻ジェルメーヌ・ド・フォワの3番目の夫。
- アルフォンソ（?、夭逝）
- チェーザレ（?、夭逝）
- ジュリア（1492年 - 1542年） - 1533年、モンフェラート侯ジョヴァンニ・ジョルジョと結婚したが、ジョヴァンニ・ジョルジョは9日後に死去した。
- イザベッラ（? - 1550年）